# Molophilus echidna
Molophilus echidna là một loài ruồi trong họ Limoniidae. Chúng phân bố ở miền Australasia.